# Cerina
Cerina este o localitate din comuna Brežice, Slovenia, cu o populație de 141 de locuitori.